# Max Abegglen
Max "Xam" Abegglen (11 de abril de 1902 – 25 de agosto de 1970) fue un jugador de fútbol suizo.
Abegglen jugó en para la selección nacional de Suiza y fue el máximo goleador del equipo con 34 goles en 68 partidos internacionales, junto a Kubilay Turkyilmaz, quien también anotó 34 goles en 62 partidos para Suiza. Dicho récord fue roto en mayo de 2008 por Alexander Frei, quien se convirtió en el máximo goleador del equipo con 35 goles anotados.
También fue miembro del equipo suizo de los Juegos Olímpicos de París 1924; el equipo ganó la medalla de plata en el torneo de fútbol.
El Neuchâtel Xamax suizo se llama así en su honor, combinando el nombre de Max al derecho y del revés.